# Sint-Petruskerk (Hamburg-Altona)
De Sint-Petruskerk (St. Petri) is een protestants-lutherse kerk in de binnenstad van Hamburg-Altona. Het neogotische bouwwerk dateert uit 1883 en is gelegen aan de Schillerstraße/Schmarjestraße.

## Bouwgeschiedenis

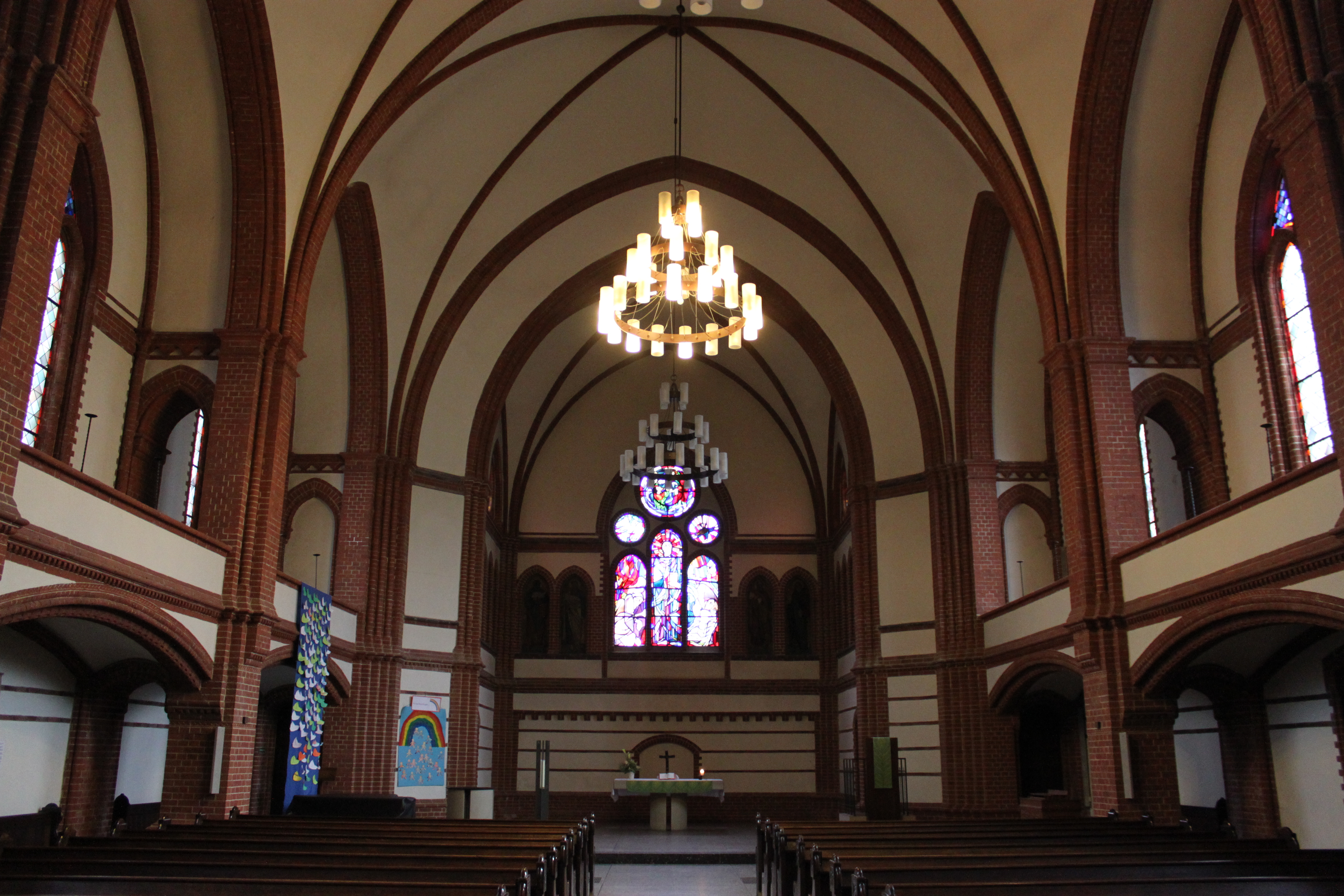
Interieur

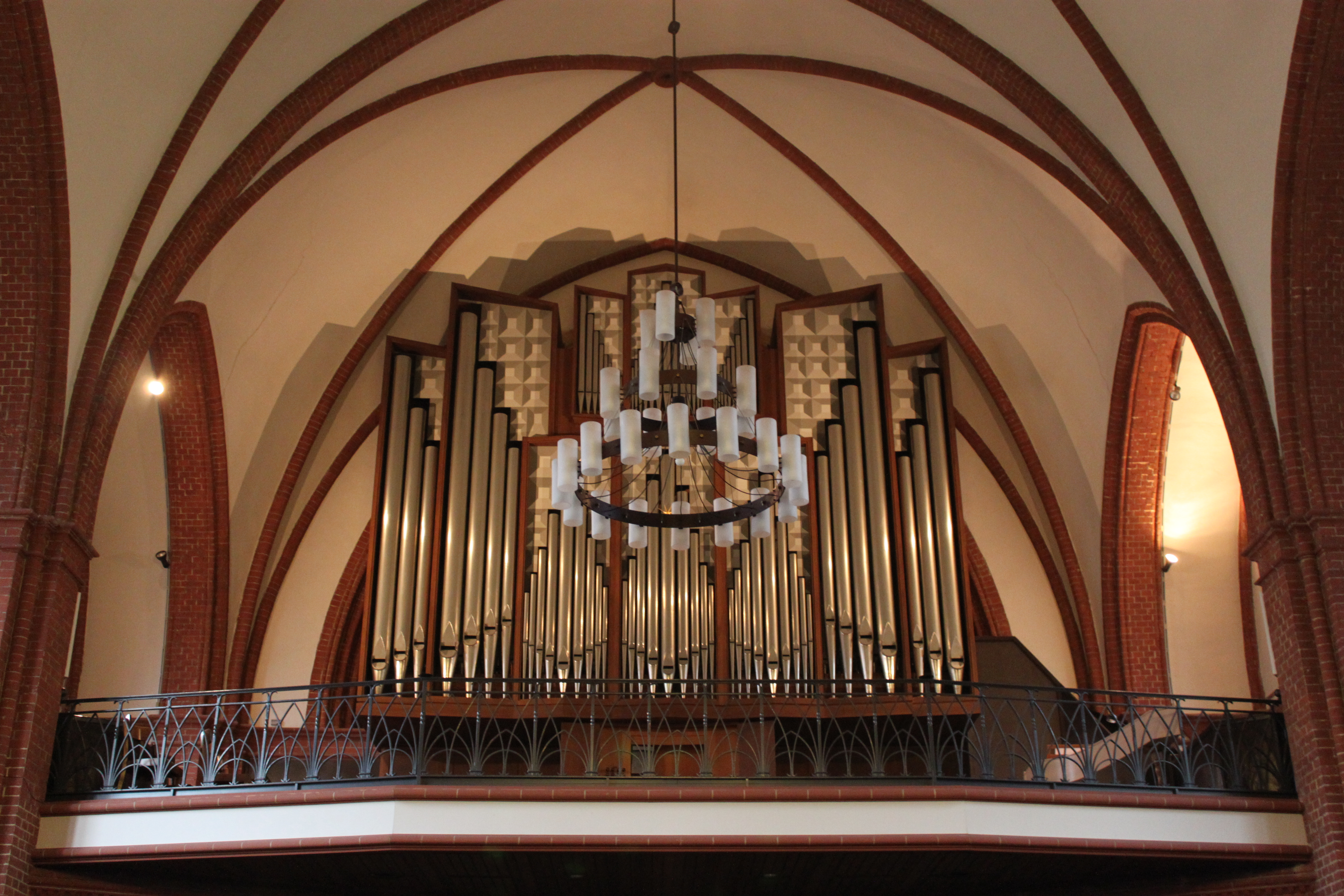
Orgel

Nadat Altona in 1866 Pruisisch werd en de Sint-Trinitatiskerk voor de groeiende stad te klein werd, bouwde men van 1868 tot 1873 voor de noordergemeente de Sint-Johanneskerk. De in 1873 opgerichte westergemeente gebruikte voor de erediensten aanvankelijk de kapel van de kazerne aan de Schauenburgerstraße (tegenwoordig: Schomburgstraße). In 1876 had de gemeente echter genoeg middelen gespaard voor een eigen kerkgebouw en men kocht voor 39.500 mark een stuk grond op de hoek Mathildenstraße/Turnstraße (tegenwoordig: Schillerstraße/Schmarjestraße). De locatie van de bouwgrond was weliswaar enigszins ingesloten, maar kon voor een gunstige prijs worden verkregen. Uit een wedstrijd met 73 inzendingen wist het ontwerp van de architect Johannes Otzen het meest te overtuigen. De bouw van de kerk met een pastorie en een vergaderruimte werd begroot op 240.000 mark. Het geld werd door een schenking, een obligatie en uit het vermogen van de kerk bijeengebracht. De eerstesteenlegging van het gebouw vond op 22 april 1881 plaats. De inwijding vond in 1883 plaats.
De twee klokken werden in 1917 voor oorlogsdoeleinde omgesmolten, om dan in 1924 te worden vervangen. Op 11 januari 1933 werd als antwoord op de Bloedige Zondag van 17 juli 1932, de gewelddadige confrontatie tussen de Sturmabteilung (SA) en Schutzstaffel (SS), de politie en aanhangers van de Communistische Partij (KPD) waarbij 18 mensen het leven lieten, ook in de Petruskerk de zogenaamde  Altonaer Bekenntnis voorgelezen. Het document, dat grotendeels door de theoloog Hans Asmussen werd geschreven, richtte zich tegen het politieke extremisme van die tijd en geldt als een van de eerste belangrijke documenten van kerkelijk verzet tegen het nationaalsocialisme, dat zich later organiseerde in de Bekennende Kirche (Belijdende Kerk).
In de Tweede Wereldoorlog diende de kerk tijdens de zware bombardementen in de zomer van 1943 als toevluchtsoord. De kerk bleef voor grote verwoestingen bespaard; slechts de ramen en delen van het dak werden beschadigd. Groter waren de verliezen van de kerkelijke gemeente zelf: ongeveer twee derde van haar leden liet het leven. Door het beschadigde dak drong er vervolgens water naar binnen, zodat in 1956 een grondige renovatie noodzakelijk werd. In 1962 kreeg het dak een nieuwe koperbedekking. De verloren gegane dakruiter werd echter niet meer gereconstrueerd.

## Beschrijving
Otzen ontwierp de kerk in de voor die tijd in Noord-Duitsland typische neogotiek in baksteen. De hallenkerk bezit zeer smalle zijschepen die galerijen dragen en bezit verder geen dwarsschip. De brede westelijke gevel met het hoofdportaal wordt door twee slanke torenspitsen bekroond. Het zijportaal werd pas in 1898 aangebracht. Een kleine dakruiter sierde ooit het dak. Omdat men het interieur te donker vond, werd onder leiding van Otzen de kerk in 1904 opnieuw beschilderd.

## Orgel
Het orgel in de Petruskerk werd in 1963 door de orgelbouwfirma Karl Schuke uit Berlijn gebouwd. Het instrument heeft 31 registers op twee manualen en pedaal. De speeltractuur is mechanisch, de registertractuur sinds 1978 elektrisch (oorspronkelijk elektropneumatisch). Het bovenwerk is zwelbaar.